# Balestrand
Balestrand är en tätort i Sogndals kommun i Vestland fylke i västra Norge. Orten ligger vid fylkesväg 55 på norra sidan av Sognefjorden.
Orten utgjorde tidigare centralort i dåvarande Balestrands kommun i Sogn og Fjordane fylke.